# داریوش رضاییان
داریوش رضاییان (زاده ۲۲ آوریل ۱۹۸۱) یک بازیکن فوتبال اهل ایران است.